# Sophie Brahe
Pour les articles homonymes, voir Brahe (homonymie).
Sophie Brahe ou Sophia Brahe (1556 ou 1559 - 1643) est une scientifique et femme de lettres danoise, sœur de Tycho Brahe dont elle était très proche et qu'elle a assisté occasionnellement dans ses travaux d'astronomie. Elle a beaucoup pratiqué la chimie et ses applications à la médecine, mais aussi l'horticulture. On lui doit un important et rigoureux travail sur la généalogie des grandes familles danoises.

## Biographie
Sophie Brahe naît en 1556 ou 1559 dans le château de Knudstrup (aujourd'hui Knutstorp) en Scanie, province qui est à l'époque danoise, mais suédoise de nos jours. Elle est la plus jeune des huit enfants d'Otte Brahe (en) et Beate Bille Brahe, dont l'aîné est l'astronome Tycho Brahe (1546-1601). Sa famille est noble et l'une des plus importantes du royaume de Danemark. Elle reçoit une éducation privée, apprend l'allemand et le latin et connait la littérature classique. Tycho lui enseigne l'astronomie, et elle l'assiste pour observer l'éclipse de Lune du 8 décembre 1573. 
En 1579, elle épouse Otte Thott (1543-1588), un homme plus âgé qu'elle, très riche et lui aussi issu d'une grande famille danoise. De cette union naît un fils, Tage Thott (da), en 1580, qui restera le seul enfant de Sophie. Le couple s'installe au château d'Eriksholm en Scanie (aujourd'hui Trolleholm en Suède), propriété d'Otte, où il mène grand train. 
À la mort d'Otte Thott en 1588, Sophie s'occupe de la gestion de leur propriété d'Eriksholm. Elle devient une excellente horticultrice : son jardin, dans le style de la Renaissance, est à l'époque le plus réputé de Scandinavie. Elle y installe un laboratoire de chimie, qu'elle a appris de Tycho, où elle pratique comme celui-ci l'iatrochimie dans la tradition de Paracelse et ses applications à la médecine. Elle y prépare des médicaments pour ses proches, mais aussi pour les pauvres. Elle entame également des recherches historiques sur la généalogie des grandes familles scandinaves. Elle se lance aussi dans l'astrologie.
Elle rend régulièrement visite à son frère à Uraniborg sur l'île de Hven, où celui-ci a installé un observatoire astronomique, et ses visites sont encore plus fréquentes après la disparition de son mari. Elle devient alors très proche de son frère Tycho, entre 1588 et 1597 (date à laquelle ce dernier abandonne Uraniborg). Pour Tycho elle est Uranie, muse de l'astronomie. Sophie joue un rôle important dans le cercle humaniste danois épris de culture classique qui gravite autour d'Uraniborg.
Fin 1589, elle est souvent à Hven en compagnie d'Erik Lange (da), dont elle tombe amoureuse. Erik est devenu ami de Tycho depuis le mariage de Knud, frère de Sophie et Tycho, avec une sœur d'Erik en 1584. Tycho désapprouve pourtant la passion d'Erik pour l'alchimie traditionnelle et la recherche de la transmutation des métaux communs en or. Début 1590, Sophie et Erik se fiancent en dépit de la désapprobation de leurs deux familles (Tycho excepté). Ils se rencontrent régulièrement à Hven, mais, en 1592, Erik, qui s'est endetté en vaines recherches, fuit le Danemark et ses créanciers pour l'Allemagne où il s'endette derechef. En 1594 Tycho écrit un grand poème en latin, Urania Titani (Uranie à Titan) sous la forme d'une lettre de Sophie à son fiancé, où il aborde la chimie et l'astrologie.
Sophie revoit brièvement Erik en 1599, lors d'un voyage en Allemagne où elle accompagne son fils pour ses études, puis en 1602 (Tycho est mort à Prague en 1601) à Eckernförde dans le Holstein où ils se marient. Sophie s'est elle-même endettée pour soutenir Erik, et le couple vit dans une grande pauvreté. On ne sait pas grand chose de leur vie commune ensuite. Le fils de Sophie est à la tête d'une importante fortune comme héritier de son père, il se marie à Copenhague en 1606, dans la tradition des alliances entre grandes familles nobles de l'époque. Erik meurt en 1613, peut-être à Prague. Après cette date, Sophie rentre au Danemark et s'établit à Elseneur où elle va demeurer jusqu'à la fin de ses jours. Elle y établit un jardin, et y poursuit ses recherches en chimie et en généalogie. Son fils a acquis une fortune considérable et joue un rôle important dans la conduite de l'état.
À sa mort en 1643 à Elseneur, Sophie Brahe est enterrée auprès de son premier mari à Torrlösa, près d'Eriksholm.

## Travaux
L'œuvre majeure de Sophie Brahe est son travail sur la généalogie des grandes familles scandinaves, pour lequel elle développe une méthodologie soignée d'usage des sources. Son manuscrit de 900 pages est achevé pour l'essentiel en 1626. Il est conservé aujourd'hui à la bibliothèque de l'université de Lund. On conserve également d'elle une importante correspondance.
Malgré ses compétences en astronomie, Sophie, qui a assisté son frère, n'est jamais devenue réellement astronome, bien qu'on la présente parfois ainsi, probablement à la suite d'une surinterprétation d'un passage de l'ouvrage de Pierre Gassendi De Tychonis Brahei Vita, qui reconnaît ses qualités.
En littérature, Sophie est vraisemblablement l'auteure d'un petit traité en danois sur la pierre philosophale, aujourd'hui perdu, qui prenait la forme d'une lettre d'Uranie à Diane. Une ballade de l'époque, également en danois, qui contient des allusions à l'alchimie et à la médecine, lui est parfois attribuée, mais cette attribution est contestée.